# Leistungsorientierte Vergütung
Der Begriff leistungsorientierte Vergütung bezeichnet variable Lohnbestandteile, die leistungsabhängig bezahlt werden. Bei gewerblichen Arbeitsplätzen spricht man von Leistungsentgelt und bei Fach- und Führungskräften von leistungsorientierter Vergütung oder Provision. Nicht nur für hohe jährliche Leistungsentgelte hat sich auch der Begriff „Bonus“ weitläufig durchgesetzt. 

## Leistungsorientierte Vergütung als Motivator
Als Grund für leistungsorientierte Vergütungen und Anreizsysteme wird üblicherweise angeführt, dass diese eine Leistungsmotivation schaffen. Laut einer Studie aus dem Jahr 2011 sind die Ziele bei der Einführung solcher Systeme vielfältiger. Neben der Motivation werden fast immer eine Steigerung der Produktivität sowie eine Erhöhung der Identifikation mit Unternehmenszielen mit der Einführung variabler Gehaltbestandteile beabsichtigt.
In der Prinzipal-Agent-Theorie wird leistungsorientierte Vergütung dafür verwendet, Führungskräften Anreize zu geben, Unternehmen im Sinne der Anleger zu führen. Dies wird erreicht, indem variable Lohnbestandteile von Zielen abhängig gemacht werden, die geeignet sind, den Unternehmenserfolg zu steigern.
Die Motivationswirkung von leistungsorientierter Vergütung wird aber auch angezweifelt. So vertreten Teile der Motivationspsychologie die These, materielle Anreize würden die intrinsische Motivation der Mitarbeiter reduzieren (der sogenannte Korrumpierungseffekt).

## Leistungsmessung
Ein Kernproblem der leistungsorientierten Vergütung ist die Definition geeigneter Ziele und Leistungsindikatoren.

### Zieldefinition
Man kann drei Zielarten bei leistungsorientierten Vergütungssystemen unterscheiden:
- Finanzielle Ziele: Solche Ziele hängen von finanziellen Kennzahlen ab.
- Qualitative Ziele: Solche Ziele hängen von nicht-finanziellen Größen ab wie Mitarbeiterzufriedenheit, Kundenzufriedenheit, ökologischen Zielen und anderen Zielen.
- Persönliche Ziele: Solche Ziele hängen von Zielvereinbarungen mit einem Mitarbeiter ab.

Ziele für die leistungsorientierte Vergütung sollten messbar sein, um eine Motivationswirkung zu entfalten. Dies ist am besten bei finanziellen Zielen gewährleistet. Aus diesem Grund werden qualitative Ziele seltener eingesetzt.
Bei der Zielvereinbarung ist zwischen individuellen und Gruppenzielen zu unterscheiden. Vielfach entscheidet die Teamleistung über den Erfolg. Naturgemäß ist aber eine Zuordnung des Teamerfolges zu einzelnen Teammitgliedern schwer. Aus diesem Grund werden überwiegend individuelle Ziele zu leistungsorientierter Vergütung herangezogen.
Die meisten Unternehmen mit leistungsorientierten Vergütungssystemen verwenden auch persönliche Ziele in der variablen Vergütung. Dies wird von den Vertretern des Beyond Budgeting kritisiert.
Organisationen verfolgen mehr als ein Ziel. Daher werden auch für die leistungsorientierte Vergütung typischerweise ganze Bündel von Zielen vorgegeben (z. B. Kosten, Erträge, Risiken). Hierbei kommt es oft zu Zielkonflikten, die man mit geeigneten Instrumenten (wie einer Balanced Scorecard) zu minimieren versucht.
Während bei Führungskräften der obersten Ebene (Vorstände, Geschäftsführer) der Erfolg des ganzen Unternehmens Zielmaßstab ist, besteht bei niedrigeren Hierarchiestufen ein Konflikt zwischen den Team- oder Abteilungszielen und den Interessen des Gesamtunternehmens. Vielfach setzt sich die variable Vergütung dann aus Elementen zusammen, die die Ergebnisse des Gesamtunternehmens reflektierten und solchen, die an den Leistungen des Teams oder des einzelnen Mitarbeiters bemessen werden. Nur die letztgenannten sind leistungsorientierte Vergütungen im engeren Sinne.
Neben der Definition der Ziel-Bemessungsgrundlage liegt eine weitere Schwierigkeit in der Festlegung der individuellen Zielhöhe. Gerade die Vereinbarung der zu erreichenden Ziele birgt im Gespräch zwischen Mitarbeiter und Vorgesetzten häufig enorme Konfliktpotentiale. Dort kommt es zu einer Verhandlungssituation oder zu Vorgaben durch den Vorgesetzten. Ein solches Vorgehen ist für die angestrebten Absichten des Vergütungssystems kontraproduktiv. In der Praxis setzen sich daher mehr und mehr solche Systeme durch, die den Mitarbeiter frühzeitig in die Entwicklung einbinden und durch ihren Aufbau die beschriebenen Zielkonflikte vermeiden.

### Leistungsindikatoren
Bei der Leistungsmessung ergeben sich eine Reihe von Problemen. Das wichtigste ist der Konflikt zwischen kurzfristiger und langfristiger Zielerreichung. Kurzfristig besteht zum Beispiel die Möglichkeit, durch das Eingehen von Risiken oder das Unterlassen von Investitionen Ziele scheinbar zu erreichen. Langfristig impliziert diese Vorgehensweise jedoch Schäden und/oder Risiken für das Unternehmen. Um Fehlanreize zu vermeiden, sind daher Zielvereinbarungen oder Leistungsmessungen notwendig, die den vom Unternehmen gewünschten Zeithorizont abdecken.
Die vereinbarten Ziele sind oft nicht direkt, sondern nur mit Hilfe von Hilfsgrößen (z. B. anstelle der Kundenbindung eine Stornoquote), messbar.

## Wertorientierte Vergütungssysteme
Leistungsorientierte Vergütungssysteme auf Basis von Economic Value Added werden wertorientierte Vergütungssysteme genannt. Bei wertorientierten Bonussystemen werden Economic Value Added Ziele gesetzt, die über mehrere Jahre konstant bleiben. Weil dies in der Regel zu großen Schwankungen im Leistungslohn führt, wird eine sogenannte Bonus Bank eingesetzt. Der Sinn der Bonusbank besteht darin, Bonuszahlungen über mehrere Perioden zu verteilen, so dass die Langfristorientierung erhöht wird und die Lohnschwankungen reduziert werden.

## Indexierte Bonusziele
Eine andere Methodik zur Glättung von Bonuszahlungen besteht darin, die Bonusziele zu indexieren.

### Indexierte Bonusziele auf Basis Operativer Index
Mittels des Konzepts indexierte operative Leistungsmessung werden bei wertorientierten Bonussystemen die Economic Value Added Ziele gemäß dem Markt-Verlauf (siehe Operativer Index) nach oben und unten angepasst. Dies hat den Vorteil, dass externe Einflüsse auf die Erreichbarkeit des Bonusziels neutralisiert werden.

### Indexierte Bonusziele auf Basis Operatives Alpha
Mittels des Konzepts indexierte operative Leistungsmessung werden Bonussysteme auf Basis von Finanzkennzahlen wie Umsatz, EBIT, Cash Flow oder ROI beziehungsweise ROCE, RONOA (Return on Net Operating Assets) auf Operatives Alpha dieser Finanzkennzahlen umgestellt. Das Operative Alpha einer Kennzahl hat den Vorteil, dass positive Operative Alpha Werte immer ein Übertreffen des Marktes bedeuten und somit eine gute Leistung repräsentieren. Das ist bei klassischen Finanzkennzahlen nicht der Fall, auch wenn sie einen positiven Wert haben können. Liegt dieser positive Wert aber unter der Marktentwicklung, dann ist die Leistung schlecht und der positive Wert spiegelt die positive Leistung nicht wider.

### Indexierte Bonusziele auf Basis Operativer Rang
Die dritte Möglichkeit, mittels des Konzepts indexierte operative Leistungsmessung Bonussysteme zu indexieren, besteht darin, Finanzkennzahlen auf das Konzept Operativer Rang umzuformen. Der Operative Rang einer Kennzahl standardisiert die Finanzkennzahl in einem Perzentilrang. Dadurch wird es möglich, Bonusziele auch für einzelne Geschäftsfunktionen wie Verkauf, Produktion, Administration auszugestalten, ohne dass das Problem aufkommt, dass äußere Umstände die Chancen der Zielerreichung der einzelnen Funktionen unfair beeinflussen.

## Leistungsorientierte Vergütung im öffentlichen Dienst
In weiten Teilen des öffentlichen Dienstes in Deutschland besteht mit Stand Anfang des Jahres 2025 die Möglichkeit der leistungsorientierten Vergütung, denn im Jahr 2007 wurde dies trotz massiver Bedenken der Gewerkschaften vereinbart, das heißt: Damals erfolgten derartige Vereinbarungen 
- im § 18 Tarifvertrag  TvöD, der für den öffentlichen Dienst des Bundes und der Kommunen bzw. Gemeinden Anwendung findet, sowie
- zunächst analog in einem § 18 Tarifvertrag TV-L, der für die Mehrzahl der Angestellten der Bundesländer gilt.

Im Tarifvertrag  TV-L wurde diese Regelung allerdings im Jahr 2009 wieder gestrichen. Eine Sonderregelung besteht nach dem § 40 (6) TV-L allerdings für Beschäftigte an Hochschulen einschließlich ländereigener Universitätsklinika und Forschungseinrichtungen.

## Leistungsorientierte Vergütung in mittelständischen Unternehmen
Leistungsorientierte Vergütungssysteme sind mittlerweile auch im Mittelstand weit verbreitet; dort vor allem in größeren Unternehmen. Laut einer Studie der Fachhochschule Köln und des Beratungsunternehmens Milz & Comp. verwenden mehr als zwei Drittel der mittelständischen Unternehmen leistungsorientierte Vergütungssysteme, vor allem im Vertrieb und in der Produktion. Führungskräfte arbeiten häufiger mit leistungsorientierter Vergütung und sind dabei stärker variabel entlohnt als Mitarbeiter ohne Personalverantwortung. Der variable Anteil im Vertrieb liegt bei häufig einem Drittel oder darüber.
Leistungsbezogene Vergütung im Vertrieb
Definition:
Unter leistungsbezogener Vergütung im Vertrieb wird allgemein die erfolgsabhängige Vergütung von Mitarbeiterinnen und Mitarbeitern im Vertriebsaußendienst- und -innendienst verstanden. Die variable und leistungsbezogene Vergütung im Vertrieb soll einerseits zu verstärktem Mitarbeiter-Engagement motivieren, andererseits Mitarbeiter-Aktivitäten im Sinne gewünschter Ergebnisse lenken und steuern (Vgl. Heinz-Peter Kieser: Variable Vergütung im Vertrieb – 10 Bausteine für eine motivierende Entlohnung im Außen- und Innendienst, Wiesbaden 2012). Neben dem fixen Einkommensanteil (Gehalt) versteht sich der variable Anteil als erfolgsbezogenes Vergütungselement bei der Erreichung diverser Vorgaben und Ziele.
Verbreitung
Fachleute (Studie Bertelsmann Stiftung) schätzen, dass etwa 90 % der deutschen Außendienstmitarbeiter und etwa 60 % der Innendienstmitarbeiter im Vertrieb leistungsorientiert vergütet werden. Dabei ist festzustellen, dass die Zahl der leistungsorientiert vergüteten Vertriebsmitarbeiter seit Jahren kontinuierlich ansteigt und dass es üblich geworden ist, Randbereiche des Vertriebs wie Produktmanagement, Marketing und Service in die leistungsorientierte Vergütung einzubinden.
Höhe des variablen Einkommensanteils
Die Höhe des variablen, d. h. leistungsorientiert, vergüteten Einkommensanteils ist von Unternehmen zu Unternehmen höchst unterschiedlich. Früher galt ein möglichst hoher variabler Einkommensanteil als erstrebenswert, um ein Maximum an Motivation und Mitarbeitersteuerung im Vertrieb zu erreichen. Dem wurden allerdings durch die arbeitsgerichtliche Rechtsprechung Grenzen gesetzt, die verlangt, den Mitarbeiterinnen und Mitarbeitern Berechenbarkeit und Zuverlässigkeit ihrer Vergütung zu gewährleisten.

## Leistungsorientierte Vergütung für Investmentbanker und Vorstände
Insbesondere im Rahmen der Finanzkrise ab 2007 im Zusammenhang mit exzessiven Bonuszahlungen rückte eine Debatte um die Angemessenheit der variablen Vergütungssysteme im Finanzbereich und in den Führungsetagen anderer großer Wirtschaftsunternehmen in den Fokus des öffentlichen Interesses. Nachdem im Laufe des Jahres 2009 die G20-Staaten sich auf Grundsätze zur Ausgestaltung von angemessenen Systemen verständigt hatten, veröffentlichte auch die deutsche BaFin solche Grundsätze in einem Musterschreiben. Diese Grundsätze wurden daraufhin und auf Druck der Politik und Öffentlichkeit unter anderem von der Deutschen Bank, Commerzbank, HypoVereinsbank, DZ Bank, WestLB, LBBW, BayernLB, HSH Nordbank sowie von den Versicherungen Allianz, Talanx und Münchener Rück öffentlich befürwortet; die Unternehmen versprachen, die schnellstmöglich zu adaptieren.